# Years & Years
Years & Years fue un trío británico de música electrónica formado en Londres en 2010 y desde 2021, se convirtió en el proyecto en solitario de Olly Alexander, líder del grupo tras el abandono de los instrumentistas Mikey Goldsworthy y Emre Türkmen, quiénes fueron los fundadores de la banda; además de contar con Dylan Bell como soporte en sus presentaciones en vivo. En 2023, Alexander tomó la decisión de continuar su carrera en solitario bajo su nombre.
Saltaron a la fama en el 2015 tras ganar la encuesta de BBC, Sound of..., y posteriormente con el lanzamiento de su álbum Communion, que logró el número uno en el Reino Unido e Irlanda. El disco produjo los éxitos «King» y «Shine», que ingresaron a los treinta primeros de numerosos países, destacando Alemania y Australia, así como el Reino Unido e Irlanda.

## Historia

### 2010-2015: Formación yCommunion
En 2010, tras haberse mudado de Australia al Reino Unido, Mikey Goldsworthy tuvo la idea de crear una agrupación de música electrónica, idea que fue apoyada por Emre Türkmen cuando ambos se conocieron a través de Internet. Posteriormente, Goldsworthy reclutó a Olly Alexander como principal vocalista y líder, e igualmente a Noel Leeman y Olivier Subria como apoyo. El grupo, conformado entonces por los cinco, trabajó de manera independiente hasta el 2012, año en que lanzaron su sencillo debut «I Wish I Knew» con el sello discográfico de Good Bait. Al no haber tenido ninguna respuesta por parte del público, Leeman y Subria abandonaron el grupo apenas un año más tarde. Ahora como un trío, Years & Years firmó para el sello francés Kitsuné Records y lanzó dos extended play entre 2013 y 2014 llamados Traps y Real, que tampoco recibieron respuesta por parte del público. Aún en 2014, el trío firmó con Polydor Records y lanzaron los sencillos «Real», «Take Shelter» y «Desire», siendo este último el único que consiguió ingresar a la lista de éxitos del Reino Unido, habiendo ubicado la posición veintidós y obteniendo un disco de plata tras vender 200 mil copias.
En 2015, el trío saltó a la fama con el lanzamiento de su sencillo «King» en febrero, que alcanzó el número uno en el Reino Unido y estuvo entre los diez primeros en Alemania, Australia, Austria e Irlanda, además de haber recibido numerosos discos de oro y platino. Gracias a ello, fueron nominados al premio de la crítica en los BRIT Awards de 2015, además de haber ganado el galardón de Sound of... de BBC. Cuatro meses después, su sencillo «Shine» llegó hasta el número dos del UK Singles Chart y también fue certificado con disco de platino. Finalmente, el 10 de julio, el trío lanzó su primer álbum de estudio, Communion, que fue bien recibido por la crítica tras acumular 68 puntos en Metacritic, además de haber alcanzado el primer puesto en el Reino Unido e Irlanda, así como los diez primeros en Australia, Canadá y Suecia. Gracias al éxito internacional que tuvieron con el disco, fueron galardonados con el premio del Rompefronteras 2016 del Reino Unido en los European Border Breakers Awards; igualmente, ganaron el premio al mejor artista nuevo internacional en los MTV Video Music Awards Japan.

### 2016-2020:Palo Santo
El 13 de septiembre de 2016, la banda lanzó la canción "Meteorite", que se incluyó en la banda sonora de la película Bridget Jones's Baby. El 28 de septiembre de 2016, se lanzó el video musical de la canción.
Alexander anunció más tarde que había estado trabajando en nueva música con Julia Michaels y Justin Tranter. El primer sencillo del álbum, "Sanctify", fue lanzado el 7 de marzo de 2018. Se lanzó una breve entrevista después de que el video musical con Alexander explicando que su inspiración para la canción provino de experiencias que tuvo con hombres que dicen ser heterosexuales pero tienen deseos de otras sexualidades que luchan por abrazar. El segundo sencillo del álbum, llamado "If You're Over Me", fue lanzado el 10 de mayo de 2018 con su video musical lanzado el 14 de mayo de 2018. El sencillo alcanzó el puesto número 6 en el Reino Unido.
El 18 de junio de 2018, la banda anunció las fechas europeas de su gira Palo Santo Tour. La canción principal del álbum, "Palo Santo", se lanzó el 22 de junio de 2018 y "All for You" se lanzó el 27 de junio de 2018, y el álbum se lanzó posteriormente el 6 de julio de 2018. El álbum recibió elogios de la crítica y alcanzó el número 3 en la lista de álbumes del Reino Unido. El 17 de septiembre de 2018, se lanzó el video musical de "All For You", que presenta a un angelical Alexander bailando dentro de un almacén abandonado antes de transformarse en una versión demoníaca de sí mismo y participar en un baile con un androide.
En noviembre de 2018, se lanzó "Play", una colaboración con DJ Jax Jones. Alcanzó el puesto número 8 en la lista oficial del Reino Unido. El 28 de enero se lanzó el video musical, se trataba de un cinturón de supermercado en el que Alexander y Jones bailaron con marcas anteriores de Jones que aparecían como artículos de supermercado. El 14 de febrero de 2019, se lanzó una colaboración con MNEK titulada "Valentino".

### 2021-2023: Salida de Mikey y Emre; yNight Call

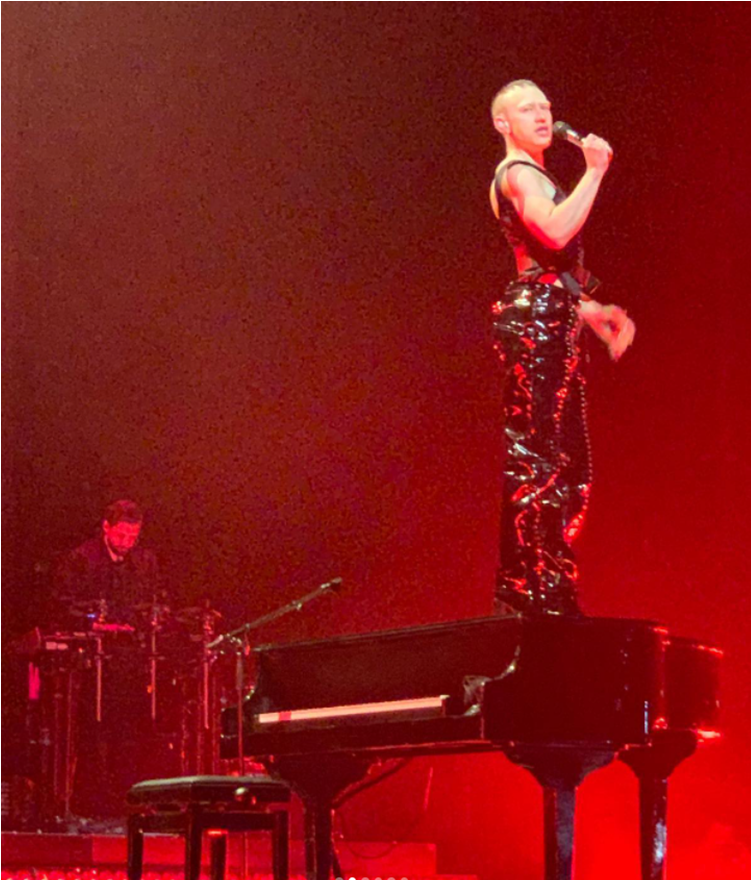
Alexander durante la gira Night Call Tour

En consecuencia de que Olly protagonizó la serie dramática, estrenada en enero de 2021, It's a Sin, Years & Years lanzó una versión de la canción del mismo nombre, de los Pet Shop Boys.
El 18 de marzo de 2021, la banda lanzó un comunicado vía redes sociales dónde especificaba la continuación de la banda como un proyecto en solitario de Olly Alexander. Así pues, Mikey y Emre, decidieron abandonar amistosamente el grupo para centrarse en sus proyectos personales. Aun así; Mikey, continuará tocando solamente en vivo en los futuros conciertos. A su vez, anunciaron el lanzamiento de su tercer álbum de estudio para este mismo año. El 23 de marzo de 2021, Alexander, anunció la publicación en solitario del primer sencillo para el 8 de abril, titulado: "Starstruck". El 11 de mayo de 2021, estrenó la versión de "It's a Sin" junto con Elton John en la 41.ª edición de los Premios Brit.
Years & Years realizó una versión del tema «The Edge of Glory» de Lady Gaga, que fue publicada el 22 de junio de 2021 y posteriormente incluida en la reedición del álbum Born This Way (2011) titulada Born This Way The Tenth Anniversary.
El 23 de septiembre de 2021, Years & Years anunció el segundo sencillo, «Crave». La canción fue lanzada el 28 de septiembre de 2021 junto con el anuncio de su tercer álbum de estudio Night Call. El álbum fue publicado el 21 de enero de 2022. Además, fue apoyado por una gira mundial Night Call Tour, que recorrió distintos países de Europa, Norteamérica, Asia y Oceanía; durante los meses de mayo a noviembre del 2022.
El 6 de octubre de 2021, se lanza la colabaración «A Second to Midnight», una canción de Kylie Minogue en colaboración con Years & Years, que aparece en la reedición del álbum Disco de Kylie. En noviembre, Years & Years colaboró con Galantis en el sencillo «Sweet Talker», como tercer sencillo del álbum.
Siguiendo el anuncio de la BBC en diciembre de 2023 de Alexander como representante del Reino Unido en el Festival de la Canción de Eurovisión 2024, comunicó que  usaría su propio nombre y que le apetecería sacar nueva música como solista.

## Obra

### Estilo musical
El género principal donde se desempeña Years & Years es el synthpop, teniendo también elementos del house y la música electrónica en general. Sus letras han sido descritas como «confesiones», mayormente de relaciones pasadas y momentos difíciles de la vida. Durante una entrevista con Digital Spy, Olly Alexander expresó: «Siempre me llegan voces a mi cabeza y trato de callarlas, porque todo buen compositor es instintivo. Escribo simplemente porque tengo que escribir en el momento. He tenido un diario desde que era niño, y cuando lo leo, es lo más doloroso del mundo. Cuando escribes canciones tienes que ser honesto y no rebuscar demasiado. Eso es lo que te hace auténtico, para mí [...] Es un sentimiento raro, a veces. De pronto no estoy al nivel de Taylor Swift porque ella sale con muchos famosos y escribe sobre ellos. No se siente igual una vez que ya es una canción. Va separado y cada una tiene su propia esencia y significado». Como principales influencias, han citado a Flying Lotus, Radiohead, Marilyn Manson, Diplo y Jai Paul, así como variedad de músicos R&B de los 90.

### Influencias
La banda en varios comunicados han revelado que unas de sus influencias es la música de Christina Aguilera, así como otros cantantes, los cuales también han influido en su sonido, como Radiohead, Britney Spears, Kylie Minogue, Janet Jackson, Flying Lotus, Marilyn Manson, Timbaland, Joni Mitchell, Aaliyah, Justin Timberlake, Rihanna, Robyn, Scritti Politti, Sigur Rós o Pet Shop Boys.

## Miembros
- Olly Alexander como vocalista, piano y teclados. (2010-2023)

#### Exmiembros
- Mikey Goldsworthy como bajo y teclados. (2010–2021)
- Emre Türkmen como sintetizadores, teclados, ritmos y guitarra. (2010–2021)
- Noel Leeman como sintetizadores, teclados. (2010–2013)
- Olivier Subria como batería. (2010–2013)

#### Miembros en directo
- Dylan Bell como batería. (2014–2018)[35]
- Paris Jeffree como batería. (2018–2023)[36]
- Phebe Edwards como coros. (2018–2023)
- Joell Fender como coros. (2018–2023)

## Discografía

#### Álbumes de estudio
- 2015: Communion
- 2018: Palo Santo
- 2022: Night Call

## Giras
- Communion Tour (2015–2016)
- Palo Santo Tour (2018–2019)
- Night Call Tour (2022)

## Premios y nominaciones
| Año  | Premiación                      | Trabajo nominado | Categoría                          | Resultado | Ref.          |
| ---- | ------------------------------- | ---------------- | ---------------------------------- | --------- | ------------- |
| 2015 | Attitude Awards                 | Communion        | Álbum del año                      | Ganador   | [ 37 ]        |
| 2015 | BBC                             | Years & Years    | Sound of...                        | Ganador   | [ 1 ]         |
| 2015 | BRIT Awards                     | Years & Years    | Elección de los críticos           | Nominado  | [ 38 ]        |
| 2015 | MTV Woodie Awards               | Years & Years    | Artista a mirar                    | Ganador   | [ 39 ]        |
| 2015 | MTV Europe Music Awards         | Years & Years    | Mejor artista británico o irlandés | Nominado  | [ 40 ]        |
| 2015 | MTV Europe Music Awards         | Years & Years    | Mejor artista push                 | Nominado  | [ 41 ]        |
| 2015 | MTV Video Music Awards Japan    | «King»           | Mejor artista nuevo internacional  | Ganador   | [ 42 ] [ 12 ] |
| 2015 | Q Awards                        | Years & Years    | Mejor artista nuevo                | Nominado  | [ 43 ]        |
| 2015 | Teen Awards                     | Years & Years    | Mejor grupo británico              | Nominado  | [ 44 ] [ 45 ] |
| 2015 | UK Music Video Awards           | Years & Years    | Mejor artista                      | Nominado  | [ 46 ] [ 47 ] |
| 2015 | UK Music Video Awards           | «King»           | Mejor vídeo interactivo            | Nominado  | [ 46 ] [ 47 ] |
| 2015 | UK Music Video Awards           | «King»           | Mejor vídeo pop                    | Nominado  | [ 46 ] [ 47 ] |
| 2016 | BRIT Awards                     | «King»           | Sencillo británico                 | Nominado  | [ 48 ]        |
| 2016 | BRIT Awards                     | «King»           | Vídeo británico                    | Nominado  | [ 48 ]        |
| 2016 | BRIT Awards                     | Years & Years    | Grupo británico                    | Nominado  | [ 48 ]        |
| 2016 | BRIT Awards                     | Years & Years    | Artista revelación británico       | Nominado  | [ 48 ]        |
| 2016 | European Border Breakers Awards | Years & Years    | Rompefronteras — Reino Unido       | Ganador   | [ 11 ]        |
| 2019 | BRIT Awards                     | Years & Years    | Grupo británico                    | Nominado  | [ 49 ]        |